# Сумчатые тапиры
Сумчатые тапиры (лат. Palorchestidae) — вымершее семейство очень крупных сумчатых, эндемичных для Австралии. Ископаемые остатки известны с верхнего олигоцена по верхний плейстоцен из отложений, образовавшихся в промежуток времени между 28,4 миллионов и 11,7 тысяч лет назад. Близки к семейству дипротодонтовых (Diprotodontidae) и некоторое время даже включались в его состав; в настоящее время эти два семейства объединяются в надсемейство Diprotodontoidea. Как и дипротодонтовые, сумчатые тапиры дожили до позднего плейстоцена, когда представители рода Palorchestes были размером с лошадь. Сумчатые тапиры отличаются от дипротодонтовых строением зубов, а также внутреннего уха, чем они больше напоминают вомбатов. Имели очень большие, мощные когти, как правило, развитые на передних конечностях, что наводит на мысль о питании клубнями и корнями, а у поздних форм, таких как Palorchestes, судя по строению черепа, был небольшой подвижный хоботок.

## Классификация[2]
- Ngapakaldia Stirton, 1967
  - Ngapakaldia bonythoni Stirton, 1967
  - Ngapakaldia tedfordi Stirton, 1967
- Palorchestes Owen, 1873[5]
  - Palorchestes anulus Black, 1997
  - Palorchestes azael Owen, 1874
  - Palorchestes painei Woodburne, 1967
  - Palorchestes parvus De Vis, 1895
  - Palorchestes pickeringi Piper, 2006
  - Palorchestes selestiae Mackness, 1995
- Pitikantia Stirton, 1967
  - Pitikantia dailyi Stirton, 1967
- Propalorchestes Murray, 1986
  - Propalorchestes novaculocephalus Murray, 1986
  - Propalorchestes ponticulus Murray, 1990